# Filip Ugran

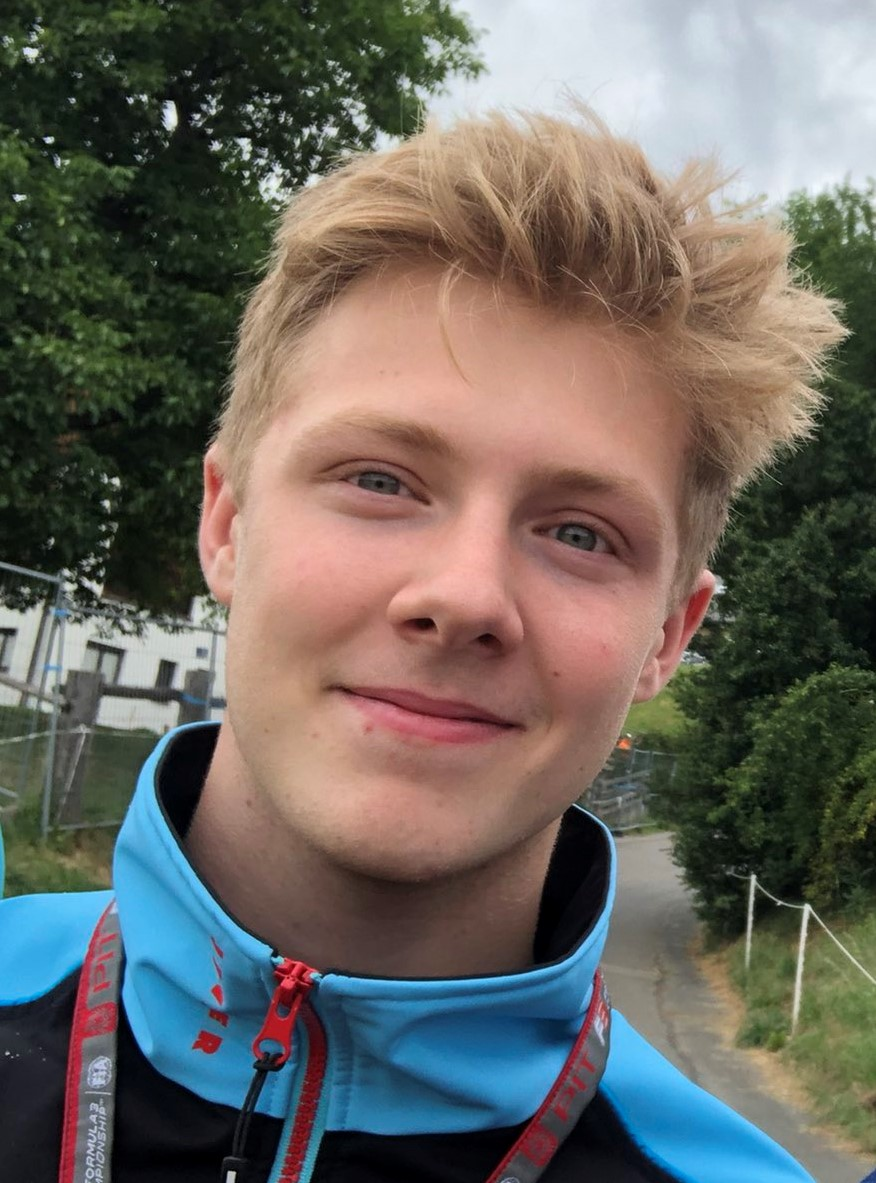
Filip Ugran

Filip-Ioan Ugran (Târgu Mureș, 12 september 2002) is een Roemeens autocoureur.

## Autosportcarrière
Ugran maakte zijn autosportdebuut in het karting in 2016, waar hij tot 2018 actief bleef. In 2019 debuteerde hij in het formuleracing in het Italiaanse Formule 4-kampioenschap bij het team BVM Racing. Hij was de enige coureur in het team die het hele seizoen reed, waardoor hij een lastig debuutjaar kende. Enkel met een tiende plaats in de seizoensfinale op het Autodromo Nazionale Monza wist hij een punt te scoren, waardoor hij op plaats 26 in het klassement eindigde. Daarnaast reed hij in een raceweekend van het ADAC Formule 4-kampioenschap op de Hockenheimring bij BVM als gastcoureur, waar hij beide races als veertiende finishte. Aan het eind van het jaar reed hij in de seizoensfinale van het Spaanse Formule 4-kampioenschap op het Circuit de Barcelona-Catalunya bij Jenzer Motorsport. Hij eindigde in alle races op het podium, met twee tweede plaatsen en een derde plaats, maar omdat hij gastcoureur was, kon hij geen punten voor het kampioenschap scoren.
In 2020 bleef Ugran actief in de Italiaanse Formule 4, maar stapte hij over naar Jenzer. Zijn resultaten verbeterden flink en hij behaalde zijn eerste overwinning op het Autodromo Enzo e Dino Ferrari, maar in het daaropvolgende weekend op de Red Bull Ring kon hij niet in actie komen vanwege de reisbeperkingen rondom de coronapandemie. In totaal stond hij gedurende het seizoen vijfmaal op het podium, waardoor hij met 133 punten achtste werd in de eindstand. Tevens reed hij voor Jenzer in een raceweekend van de Spaanse Formule 4 op het Circuit Paul Ricard, waar hij twee races won en in de derde race tweede werd. Met 55 punten werd hij tiende in het klassement, ondanks dat hij slechts een weekend meedeed.
In 2021 maakte Ugran zijn debuut in het FIA Formule 3-kampioenschap, waarin hij zijn samenwerking met Jenzer voortzette. Hij kende een zwaar seizoen, waarin een vijftiende plaats op het Circuit Zandvoort zijn beste resultaat was. Hierdoor eindigde hij puntloos op plaats 31 in het kampioenschap als de laatste coureur die aan alle races deelnam.
In 2022 stapte Ugran over naar de Euroformula Open, waarin hij uitkwam voor Van Amersfoort Racing. Hij behaalde een podiumplaats op Paul Ricard, maar na vier raceweekenden verliet zijn team het kampioenschap en keerde Ugran niet terug in de klasse. Met 92 punten werd hij negende in de eindstand. Tevens reed hij dat jaar in de FIA Formule 3 in het raceweekend op Silverstone voor MP Motorsport als vervanger van Aleksandr Smoljar, die geen Brits visum kon verkrijgen. Ook reed hij voor Algarve Pro Racing twee races in de LMP2-klasse van de European Le Mans Series.